# Аннигиляция
Аннигиля́ция (лат. annihilatio — «полное уничтожение; отмена») — реакция превращения частицы и античастицы при их столкновении в какие-либо иные частицы, отличные от исходных.

## Характеристика
Наиболее изученной является аннигиляция электрон-позитронной пары. При низких энергиях сталкивающихся электрона и позитрона, а также при аннигиляции их связанного состояния — позитрония — эта реакция аннигиляции даёт в конечном состоянии два или три фотона, в зависимости от ориентации спинов электрона и позитрона. При энергиях порядка нескольких МэВ становится возможной и многофотонная аннигиляция электрон-позитронной пары. При энергиях порядка сотен МэВ в процессе аннигиляции электрон-позитронной пары рождаются в основном адроны.
Изучалась также и аннигиляция нуклон-антинуклонной пары (например, антипротона с протоном или нейтроном). В действительности, при взаимодействии антинуклонов с нуклонами (и вообще антиадронов с адронами) аннигилируют не сами адроны, а входящие в состав адронов антикварки и кварки. Более того, аннигилируют и кварк-антикварковые пары, входящие в состав одного адрона. Так, нейтральный пи-мезон π0 состоит из квантовомеханической комбинации кварк-антикварковых пар uu и dd; его распад в два фотона происходит вследствие аннигиляции такой пары.
Существуют не только электромагнитные процессы аннигиляции (как рассмотренные выше процессы аннигиляции электрон-позитронных и кварк-антикварковых пар в фотоны, а также распады нейтральных векторных мезонов в лептонные пары, например распад ро-мезона в электрон-позитронную пару), но также «слабая» и «сильная» аннигиляция, происходящая за счёт соответственно слабого и сильного взаимодействий. Примером слабой аннигиляции являются двухчастичные лептонные распады псевдоскалярных заряженных мезонов (такие как K + → μ+νμ), обусловленные аннигиляцией входящих в состав мезонов кварк-антикварковых пар в виртуальный векторный бозон W ±, который затем распадается в пару из заряженного и нейтрального лептонов (для вышеприведённого примера с положительным К-мезоном: K + (us) → W + (вирт.) → μ+νμ). При высоких энергиях наблюдаются также процессы слабой аннигиляции фермион-антифермионной (то есть кварк-антикварковой или лептон-антилептонной) пары в реальный W ±- или Z 0-бозон, причём сечение слабой аннигиляции растёт с ростом энергии, в отличие от электромагнитной и сильной.
Примером сильной аннигиляции являются некоторые распады кваркониев, более тяжёлых, чем нейтральный пион (J/ψ-мезон, ϒ-мезон и т. п.). Кварки в них могут аннигилировать с участием сильного взаимодействия в два или три глюона, в зависимости от суммарного спина, хотя такие процессы обычно подавлены правилом Окубо — Цвейга — Иизуки. Затем глюоны превращаются в кварк-антикварковые пары.
Аннигилирующие частица и античастица не обязаны быть одного типа; так, доминирующий распад заряженного пи-мезона π+ → μ+νμ обусловлен слабой аннигиляцией разнотипной пары кварков du в виртуальный W +-бозон, который затем распадается в пару лептонов. Рассматривается процесс аннигиляции положительного мюона с электроном, аналогичный аннигиляции позитрона с электроном. Этот процесс экспериментально пока не наблюдался, поскольку закон сохранения лептонного числа не позволяет мюон-электронной паре (в отличие от позитрон-электронной пары) электромагнитно аннигилировать в фотоны и требует слабой аннигиляции в нейтрино. Например, в мюонии — квазиатоме, состоящем из μ+ и e −, — расчётная вероятность аннигиляции в пару нейтрино μ+ + e − → νμνe составляет лишь 6,6×10−12 от вероятности обычного распада мюона.
Процессом, обратным аннигиляции, является рождение пар частица-античастица. Так, рождение электрон-позитронной пары фотоном в электромагнитном поле атомного ядра является одним из основных процессов взаимодействия гамма-кванта с веществом при энергиях более 1 МэВ.

## Выделение энергии
Аннигиляция является методом перевода энергии покоя E0 частиц в кинетическую энергию продуктов реакции. При столкновении одной из элементарных частиц и её античастицы (например, электрона и позитрона) происходит их взаимоуничтожение, при этом высвобождается огромное количество энергии (согласно теории относительности, E = 2E0 = 2mc², где E0 — энергия покоя, m — масса частицы, c — скорость света в вакууме).

### Сравнение выделения энергий
Относительное выделение энергии при разных реакциях на равную массу вещества. Выделяющаяся энергия горения водорода в кислороде принята за 1.
Химическая энергия: O2/H2 — 1.
Энергия деления ядер урана-235: в 5 850 000 раз больше химической.
Энергия термоядерного синтеза при слиянии протонов в ядро гелия: в 4,14 раза больше ядерной.
Энергия, выделяемая при аннигиляции E = mc², теоретически предельная для любых экзотермических процессов: в 264 раза больше энергии, выделяемой при термоядерном синтезе.
По формуле E = 2mc² можно подсчитать, что при вступлении во взаимодействие 1 кг антиматерии и 1 кг материи выделится приблизительно 1,8⋅1017 джоуль энергии, что эквивалентно энергии, выделяемой при взрыве 42,96 мегатонн тринитротолуола. Самое мощное ядерное устройство из когда-либо взрывавшихся на планете, Царь-бомба, соответствовало 57 мегатоннам. Приблизительно 50 % энергии, высвобождающейся при аннигиляции адронов (реакции пары нуклон-антинуклон), выделяется в форме нейтрино, а последние при малых энергиях практически не взаимодействуют с веществом.

## Применение
В настоящее время применение аннигиляции в энергетических или военных целях невозможно, так как на данном этапе технологического развития не удаётся создать и удержать на достаточно долгое время нужное количество антивещества.